# 野田持忠
野田 持忠（のだ もちただ）は、室町時代の武将。足利氏（古河公方）の家臣。関東野田氏当主。下総国古河城主、のちに下野国野田城主。

## 略歴
関東野田氏は木戸氏と共に鎌倉府・奉行衆の宿老の家系 。
鎌倉公方・足利持氏の偏諱を受け持忠を名乗る。
永享12年（1440年）、結城合戦の際に、結城方として古河城に立て籠った城主「野田右馬助」が「野田持忠」と考えられている 。『鎌倉大草紙』・『永享記』によれば、古河城主・野田右馬助は家臣の矢部大炊助らと共に城に立て籠もるが、翌年、結城城陥落後に上杉清方の来襲を受け落城。野田右馬助は逃走し、矢部大炊助は戦死した。
永享10年（1438年）の永享の乱で鎌倉府は一旦断絶したが、新しい鎌倉公方・足利成氏の許で再興し、持忠もその家臣として活動を始める。宝徳3年（1451年）、持忠は「野田持保」の知行に強入部している 。これは成氏派が自力での失地回復を目指した活動の一つであるが、室町幕府から批判されることになる。 享徳4年（1455年）、享徳の乱のため成氏が古河城に入り「古河公方」となると、下野の野田城（足利市）に入り、上杉氏に対抗した。
享徳の乱初期には、上野国の岩松持国を足利成氏に取り次いだ。康正2年（1456年）以降の動静は不明 。